# Konrad Adolf von Dyhrn
Konrad Adolf Graf von Dyhrn, Freiherr zu Schönau (* 21. November 1803 zu Reesewitz im Landkreis Oels; † 2. Dezember 1869 ebenda) war ein deutscher Aristokrat, Politiker, Philosoph, Dichter und Grundbesitzer.

## Familie
Seine Eltern waren Ernst Karl Adolf Graf von Dyhrn, Freiherr zu Schönau (1769–1842), der General-Landschaftsdirektor von Schlesien und dessen zweite Ehefrau Gräfin Charlotte, eine geborene von Debschitz († 1804).
Graf Dyhrn war nie verheiratet und hatte keine Nachkommen, im Majorat folgte ihm der einzige Sohn seines Bruders Graf Konrad Johannes von Dyhrn.

## Leben und politische Karriere

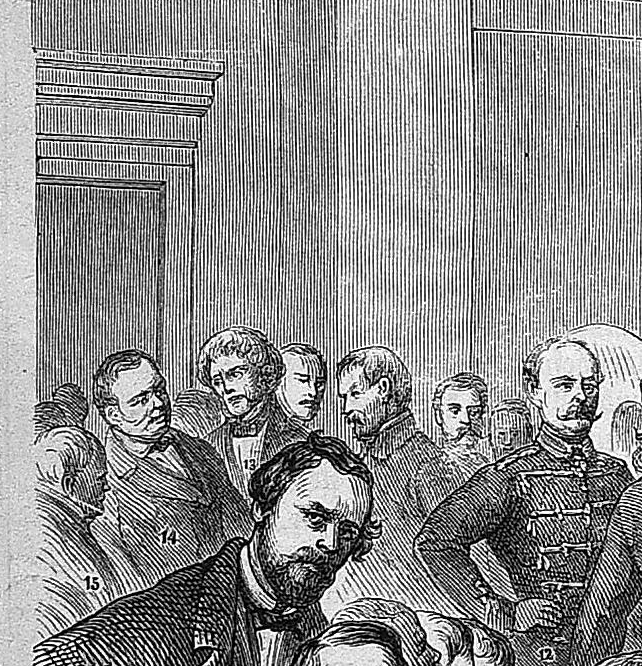
Detail des Stiches: Reichstag in Berlin, 1867. Zu sehen sind: Graf Konrad Adolf von Dyhrn (15), Graf Maximilian von Schwerin-Putzar (14), Friedrich Harkort (13) und Prinz Friedrich Karl von Preußen (12).

Konrad Adolf von Dyhrn erhielt Unterricht durch Hauslehrer und besuchte das reformierte Gymnasium in Breslau die Ritterakademie zu Liegnitz. Seine auffällige Korpulenz und Kurzsichtigkeit befreite ihn von der militärischen Dienstpflicht.
Er studierte seit 1823 zu Berlin vornehmlich Philosophie, Geschichte und Literatur und begab sich 1830 zu seiner weiteren Ausbildung nach Paris. Nach dem Tod seines Vaters übernahm er das Majorat und wurde 1842 zum Generalsekretär und 1843 zum Vizepräsidenten des landwirtschaftlichen Zentralvereins für Schlesien gewählt.
Im Jahr 1843 schloss er sich hier der liberalen Partei an und war 1846 Stellvertreter des Landtagsabgeordneten der Ritterschaft in Oels. Im Vereinigten Landtag von 1847 war er das liberalste Mitglied der Herrenkurie, sprach für Emanzipation der Juden, Aufhebung der Patrimonialgerichtsbarkeit und des Salzmonopols sowie für die Periodizität des Vereinigten Landtags und mahnte an Preußens deutsche Aufgabe.
Nach den Märztagen von 1848 gehörte er im zweiten Vereinigten Landtag der konstitutionellen Partei an und wurde in Oels und Brieg zum Stellvertreter des Abgeordneten der Nationalversammlung gewählt. Als Mitglied der Ersten Kammer 1849 sowie der neuen Zweiten Kammer gehörte er der Opposition, im Erfurter Unionsparlament und in den Kammersitzungen von 1850 bis 1852 der entschiedenen Linken an.
Der „dicke Dyhrn“ war wegen seines reinen Charakters, seiner vielseitigen Kenntnisse und seines treffenden Witzes eine sehr populäre Figur in den Parlamenten. Seit 12. Oktober 1854 war er ein erbliches Mitglied des Herrenhauses, nahm aber erst 1861 seinen Sitz in demselben ein. Auch gehörte er noch als Abgeordneter für den Wahlkreis Breslau 3 (Groß-Wartenberg – Oels) dem konstituierenden Reichstag des Norddeutschen Bundes an. 1827 trat Graf Dyhrn als Dramatiker auf mit der Tragödie „Konradins Tod“.